# Словацьке Криве
Словацьке Криве, або Словенське Криве, Словенске Криве (словац. Slovenské Krivé) — село в Словаччині, Гуменському окрузі Пряшівського краю. Розташоване в північно—східній частині Словаччини в південній частині Низьких Бескидів в долині притоки Вирави.
Уперше згадується у 1478 році.
У селі є римо-католицький костел свв. Йоакіма і Анни.

## Населення
| Рік:            | 1994. | 2004.   | 2014.   | 2024.   |
| --------------- | ----- | ------- | ------- | ------- |
| Кількість осіб: | 129   | 139     | 126     | 123     |
| Різниця:        |       | +7,75 % | -9,35 % | -2,38 % |

| Рік:            | 2023. | 2024.   |
| --------------- | ----- | ------- |
| Кількість осіб: | 121   | 123     |
| Різниця:        |       | +1,65 % |

У селі проживає 134 осіб.
Національний склад населення (за даними останнього перепису населення — 2001 року):
- словаки — 100,0 %.

Склад населення за приналежністю до релігії станом на 2001 рік:
- римо-католики — 97,92 %,
- греко-католики — 2,08 %.